# إيران في الألعاب الأولمبية الصيفية 2020
تنافست إيران (رسميًا جمهورية إيران الإسلامية ) في دورة الألعاب الأولمبية الصيفية لعام 2020 في طوكيو . كان من المقرر في الأصل أن تقام خلال صيف 2020 ، تم تأجيل الألعاب إلى 23 يوليو إلى 8 أغسطس 2021 ، بسبب جائحة فيروس كورونا .  منذ ظهور الأمة لأول مرة في عام 1948 ، حضر الرياضيون الإيرانيون كل دورة من دورة الألعاب الأولمبية الصيفية ، باستثناء عامي 1980 و1984 التي قاطعوها.

## الحاصلون على الميداليات
1. 1 2 3  وصلة مرجع: https://olympics.com/tokyo-2020/olympic-games/en/results/all-sports/medal-standings.htm.
2. ↑  "Joint Statement from the International Olympic Committee and the Tokyo 2020 Organising Committee". الألعاب الأولمبية. 24 مارس 2020. مؤرشف من الأصل في 2020-11-20. اطلع عليه بتاريخ 2020-03-28.

## روابط خارجية
- اللجنة الأولمبية الوطنية الإيرانية
- عبدالمجيد .2020